# Венеційська штукатурка

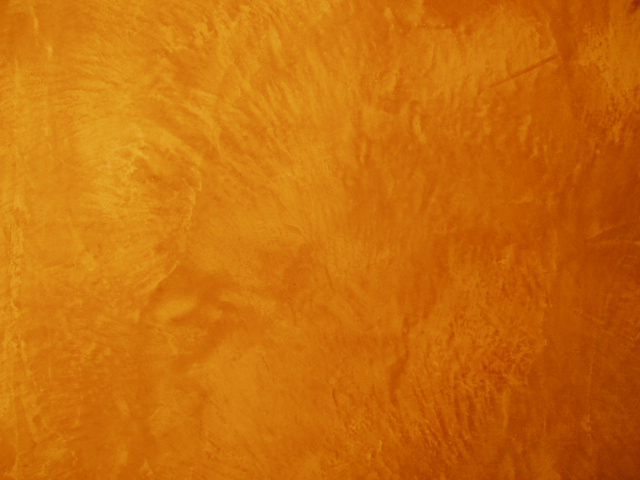
Венеційська штукатурка

Венеційська штукатурка (Marmorino stucco, Марморіно) — різновид штукатурки. Основою складу є оксид кальцію. Штукатурка використовується для внутрішнього і зовнішнього оздоблення стін, а може бути нанесена різноманітними методами для створення матового, сатинового, і глянцевого ефектів поверхні.
Штукатурка виготовлена з подрібненого мармуру і вапна, до складу розчину можливо додавати фарбу, щоби забезпечити широкий діапазон кольорів. Це може потім бути застосована, щоб зробити багато текстур, з полірованого мармуру до природного каменю ефектів. Широко використовується в Італії, має певну популярність у Північній Америці. Витрати часу на виготовлення та нанесення, робить дану штукатурку одним з самих коштовних видів оздоблення. Тим не менш, багато прикладів можна побачити в громадських будівлях, барах, ресторанах і т. д.
Водонепроникність і бактерицидні властивості матеріалу, а також візуальні ефекти обумовили використання Марморіно у розкішних ванних кімнатах та інших приміщеннях з підвищеною вологістю. Не обмежуючись інтер'єрами, Мармаріно може застосовуватися і на зовнішніх поверхнях стін будинків.

## Історія

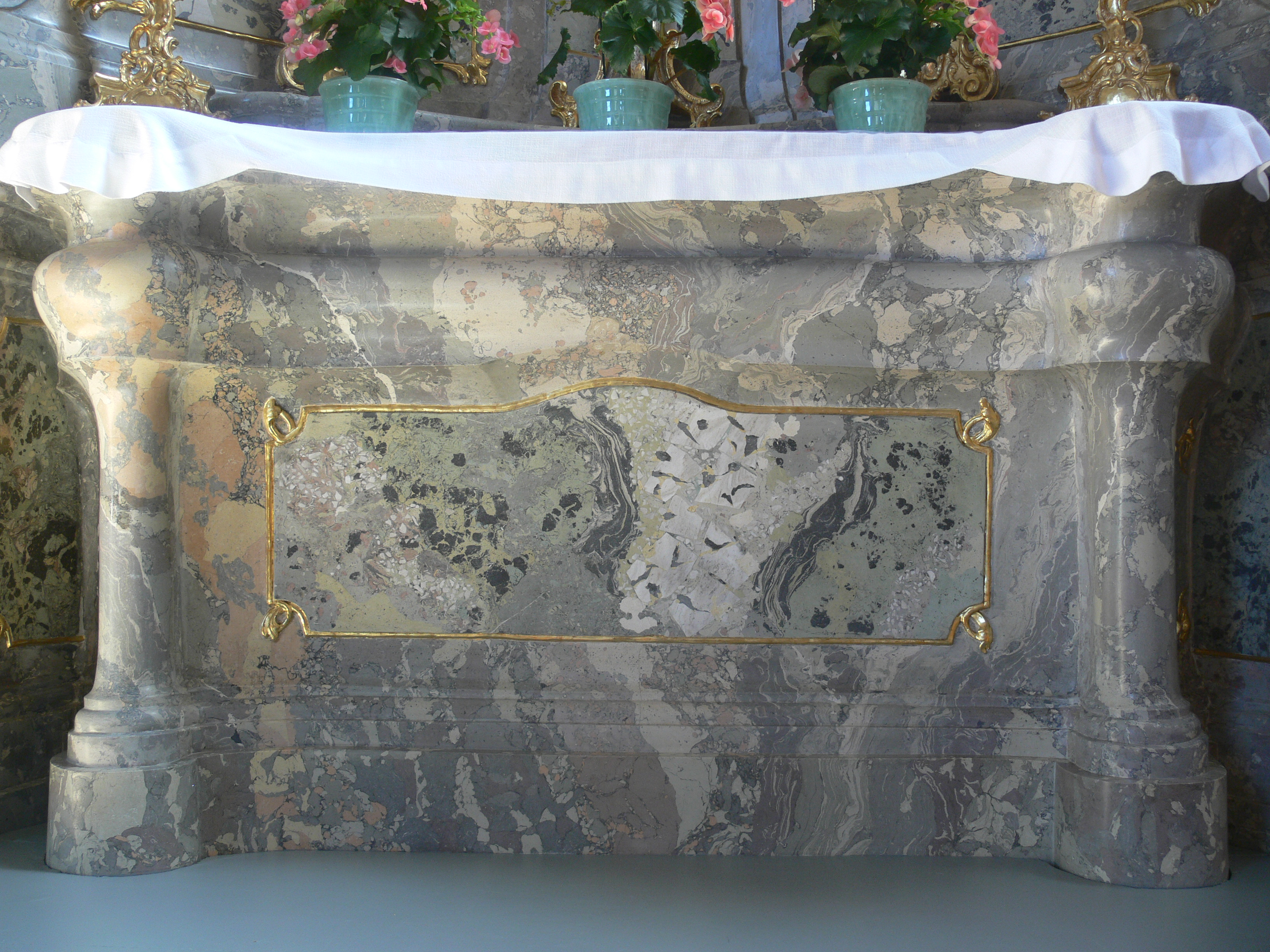
Приклад вівтаря у техніці Мармаріно, Німеччина, 1771

Тривалий час вважалось, що дана штукатурка була винайдена у Венеції і відноситься до класичний венеційських штукатурок. Однак археологічні розкопки доказують, що вона застосовувалась ще у стародавньому Римі. Приклади її застосування можна побачити у оздобленні вілл у Помпеях та у різноманітних будівлях давньоримської архітектури. Також венеційська штукатурка згадується у Десяти книгах про архітектуру Вітрувія, що були написана у І столітті до Р. Х. З часом технологія виготовлення штукатурки була позабута, як і трактат Вітрувія, однак у XV ст. трактат був знову знайдений. Виявлений у ньому опис розчину штукатурки дуже відповідав ідеалам античності, що набули популярності у тогочасній Венеції.
Перша згадка про практичне застосування венеційської штукатурки у добу Відродження зустрічається у будівельному договорі з монахами св. Клари Муранської, де вказано, що до того, як Марморіно може бути застосовано, стіна мала бути оброблена вапняковим розчином з додаванням «coccio pesto» (теракотового ґрунту). «Coccio песто» виготовлялося з битої цегли або відходів теракотової кераміки.
Популярність штукатурки Марморіно у Венеції також обґрунтована тим, що транспортування піску для виготовлення звичайної штукатурки та усунення пошкоджень фасадів у місті, що розташовано на воді уявляє собою велику проблему. Також використовування Марморіно було успішним не тільки завдяки тому, що субстрат розчину виготовлявся на основі решток теракоти, але й завдяки тому, що до складу оздоблювального розчину входили відбитків каменю та мармуру, які у той час у Венеції зберігалися у великій кількості. Для виготовлення розчину відбитки змішувались з вапном.
У додаток венеційська штукатурка та субстрати, що виготовлялися з «coccio pesto» з всіх видів штукатурок найстійкішими до вогкої навколишньої середи венеційської лагуни. Состав був «дихаючим» завдяки високої якості використовуваного вапна (вапно обов'язково провітрювалось після витрачання надлишків води) і завдяки додавання теракоти до вапна, що робило суміш гідравлічною. Все це робило штукатурку дуже стійкою навіть у дуже вогких умовах (оскільки вона містить діоксид кремнію і алюмінію — основу сучасного цементу і препаратів гідравлічного вапна). З естетичної точці зору використання Марморіно робило фундаменти менш масивними у порівнянні з використанням кам'яних плит, що більш відповідало ідеалам античної доби.

Зазвичай Марморіно виготовлявся у білому кольору для імітації Істрійського каменю, який найчастіше використовувався у венеційському будівництві. Іноді венеційська штукатурка прикрашалася фресками, щоб імітувати мармур, який венеційські купці привозили додому зі своїх мандрівок на Схід. (В цей період Венеційської республіки, купці відчували себе зобов'язаними повертатися додому, підносячи дорогоцінний екзотичний мармур, як данину красі свого міста).
Венеційська штукатурка зберегла свій престиж протягом багатьох століть і до кінця 1800-х років, коли інтерес до неї був втрачений, і така штукатурка вважалася тільки економічною альтернативою використання мармуру. Тільки в кінці 1970-х років, у тому числі завдяки застосування архітектором Карло Скарпа Маомаріно у власних проектах, ця техніка оздоблення стала вживатися кращими сучасними архітекторами.
Протягом приблизно 10 років галузі промисловості зацікавились венеційською штукатуркою, яка виробляється тільки майстрами. У наші часи, однак, можна зустріти готові для використання суміші, що упаковані спільно з клеєм, щоб дозволити застосовувати штукатурку на нетрадиційних поверхнях, таких як гіпсокартон або дерев'яні панелі.

## В Україні
Наприкінці ХІХ — початку ХХ ст. венеційська штукатурка мала широке розповсюдження у Одесі у оздобленні стін парадних сходових кліток. Також оздоблення Мармаріно використовувалось у вхідному порталі тютюнової крамниці Асвадурова на Екатеринінській вул., 14, а також у оздоблені колон сходових кліток Одеського оперного театру.